# Институт художественной культуры (Ленинград)
Институт художественной культуры, также известен как Государственный институт художественной культуры, (ГИНХУК, Гинхук) — научно-исследовательская организация и творческое объединение в Петрограде — Ленинграде, занимавшееся вопросами теории и истории художественной культуры. Создан в 1923 году на базе Музея художественной культуры и просуществовал до 1926 года.
В Институте художественной культуры в разное время работали К. С. Малевич, В. Е. Татлин, М. В. Матюшин, Н. Н. Пунин, И. Г. Чашник, Л. М. Хидекель и другие видные деятели русского искусства первой половины XX века. Новаторские изыскания Института художественной культуры оказали заметное влияние на развитие изобразительного и прикладного искусства XX века.

## История
В 1918 году здание бывшего особняка Мятлевых было национализировано и передано Наркомату Просвещения. В этом здании базировался отдел изобразительных искусств (ИЗО) Наркомпроса, проводивший большую работу по формированию нового советского искусства. В нём работали многие крупные деятели русского авангарда и будущие сотрудники ГИНХУКа (Н. Н. Пунин, О. М. Брик, В. Маяковский, К. С. Малевич и др.). Здесь же был основан Музей художественной культуры — один из первых музеев в России новых течений в искусстве.

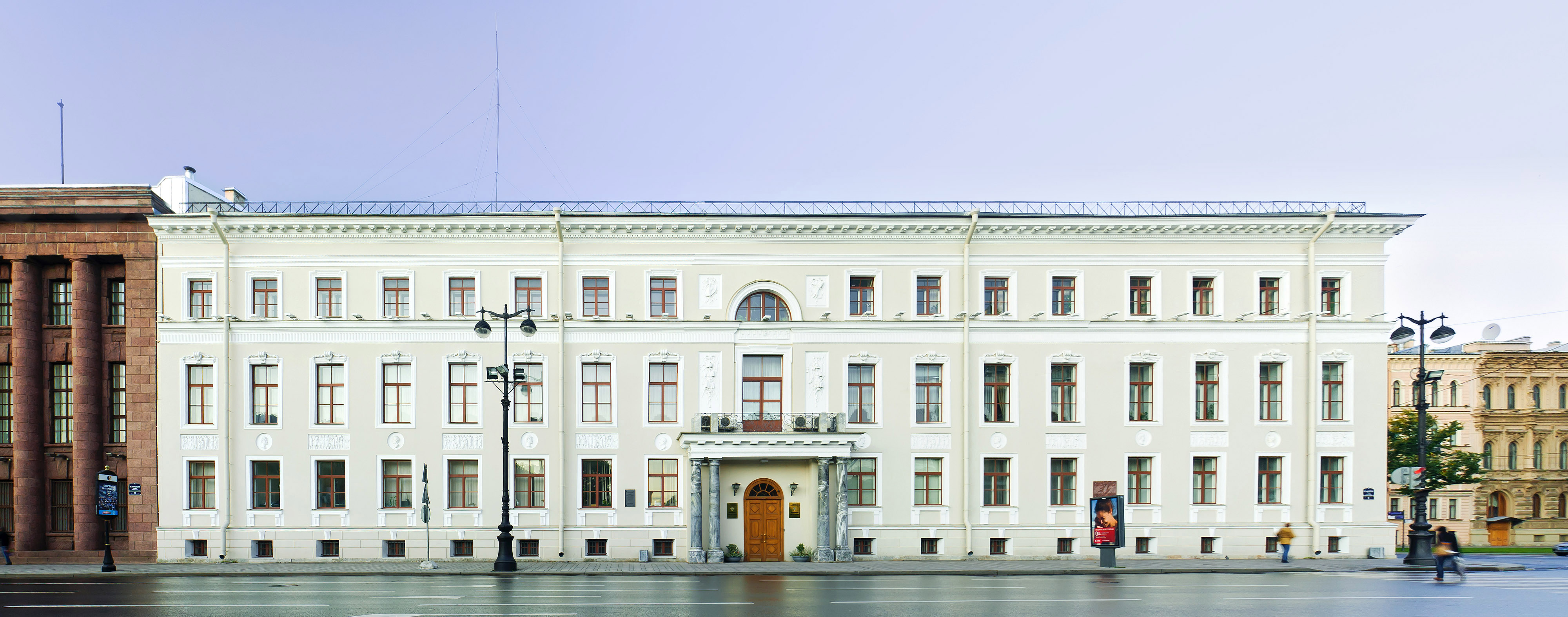
Дом Метляевых, в котором располагался Институт художественной культуры.

В 1923 году Павел Филонов на музейной конференции от имени «группы левых художников» предложил преобразовать Музей художественной культуры в Институт исследований культуры современного искусства. В октябре 1924 года это предложение было реализовано и музей был преобразован в научное учреждение, получившее название Институт художественной культуры. Директором стал Казимир Малевич, который в конце 1922 года вместе с группой учеников из Витебска переехал в Петроград и с августа 1923 года возглавлял Музей художественной культуры. Заместителем директора стал Николай Пунин. В марте 1925 года решением Совнаркома Институт художественной культуры был утверждён в качестве государственного учреждения и стал называться Государственным институтом художественной культуры (ГИНХУК). 
Институт художественной культуры как научная организация и как творческое объединение стал школой профессионального мастерства для большой плеяды ленинградских художников 1920-х — 1930-х годов; в частности, аспирантами и практикантами института были Ю. А. Васнецов, В. И. Курдов, А. А. Лепорская, К. И. Рождественский, В. В. Стерлигов, Н. М. Суетин, Е. И. Чарушин, И. Г. Чашник, Л. М. Хидекель и ряд других. Результаты деятельности Институт художественной культуры демонстрировались на отчётных выставках, проходивших в 1924—1926 годах. Художники Института в пространственных структурах произведений стремились претворять принципы формообразования в природе.  
10 июля 1926 года в «Ленинградской правде» вышла статья «Монастырь на госснабжении» Г. Серого (псевдоним искусствоведа Григория Сергеевича Гингера), в которой утверждалось, что существование Института — напрасная трата государственных средств; декларировался бессмысленный формализм деятельности Гинхука и даже политическая вредоносность. Осенью 1926 года Институт художественной культуры прекратил своё существование как самостоятельное исследовательское учреждение; часть его отделов были слиты с Государственным институтом истории искусств, находившемся в соседнем здании на Исаакиевской площади, а ценная коллекция русского авангарда поступипа в запасники Русского музея.

## Научная работа
В 1923 году были созданы исследовательские отделы Музея художественной культуры (которые затем были преобразованы в отделы затем Института художественной культуры) по изучению новейших течений в искусстве:
- формально-теоретический и практический (позже переименованный в живописный) отдел (заведующий К. С. Малевич, сотрудники И. Г. Чашник, Л. М. Хидекель, Л. А. Юдин, В. В. Стерлигов, К. И. Рождественский, В. М. Ермолаева, секретарь отдела — А. А. Лепорская, и др.,
- отдел органической культуры (заведующий М. В. Матюшин, сотрудники Б. В. Эндер, Г. В., М. В. и К. В. Эндер, Н. И. Гринберг и др.,
- отдел материальной культуры (заведующий В. Е. Татлин, до осени 1925 г., затем Н. М. Суетин, сотрудники Н. А. Хапаев, Е. А. Некрасов и др.,
- отдел общей идеологии (заведующий П. Н. Филонов, затем Н. Н. Пунин),
- отдел техники живописи, позднее переименованный в экспериментальный (заведующий П. А. Мансуров).
- недолгое время работал внештатный фонологический отдел (заведующий И. Г. Терентьев).

В каждом отделе были штатные сотрудники и практиканты. На 1925—1926 годы в составе Института художественной культуры было около тридцати человек.
Главной целью деятельности института была выработка «универсальной художественной методологии». Работа над ней шла как в теоретическом, так и в практическом плане. Результаты этих исследований имели выход в производство (текстиль, мебель, графика) и в сферу преподавания искусства (создание метода преподавания вне зависимости от индивидуальности преподавателя).